# Réserve naturelle nationale de la petite Camargue alsacienne
La'réserve naturelle nation de la petite Camargue alsacienne ne doit pas être confondue avec la Petite Camargue, qui se situe en région Occitanie.

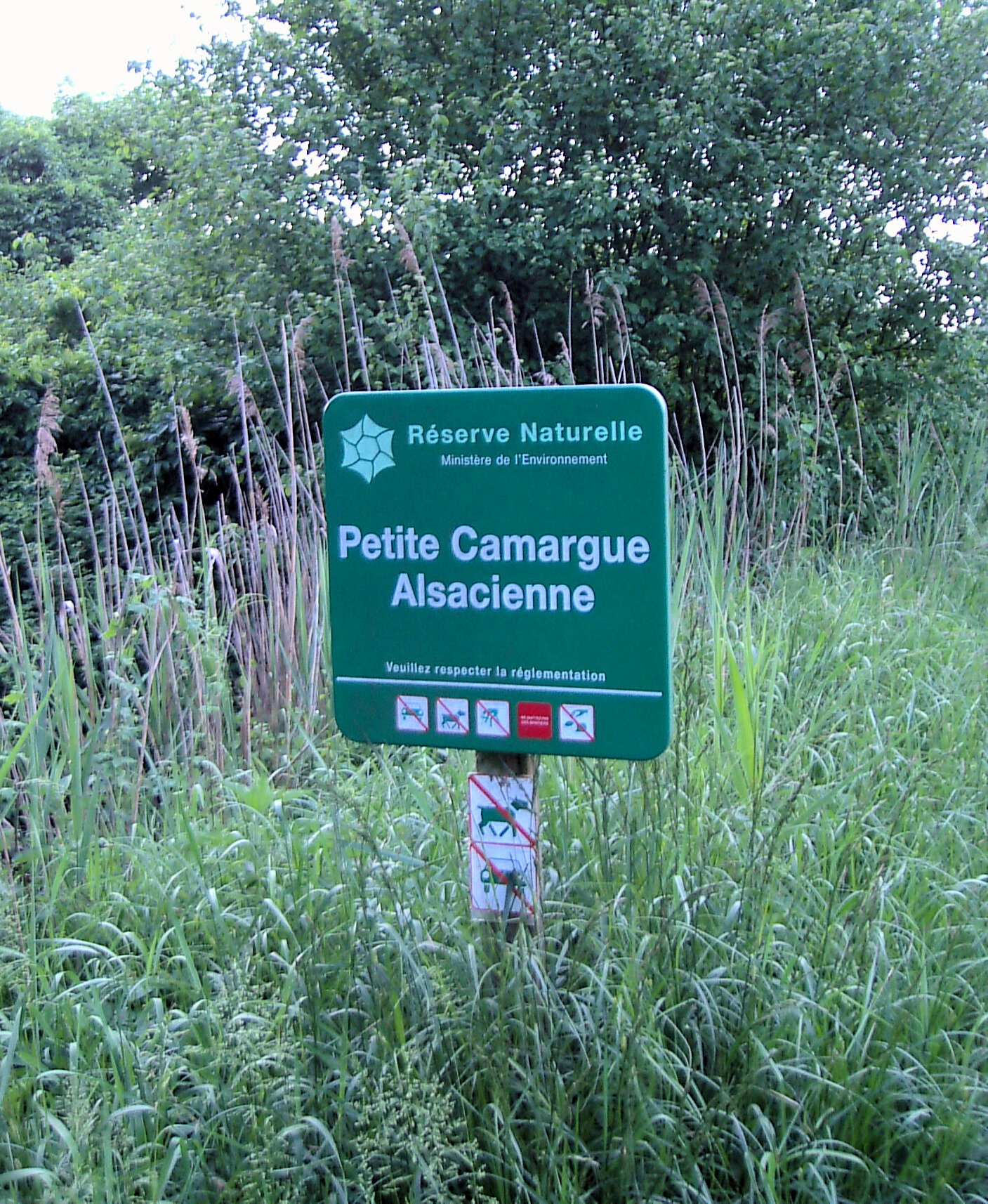

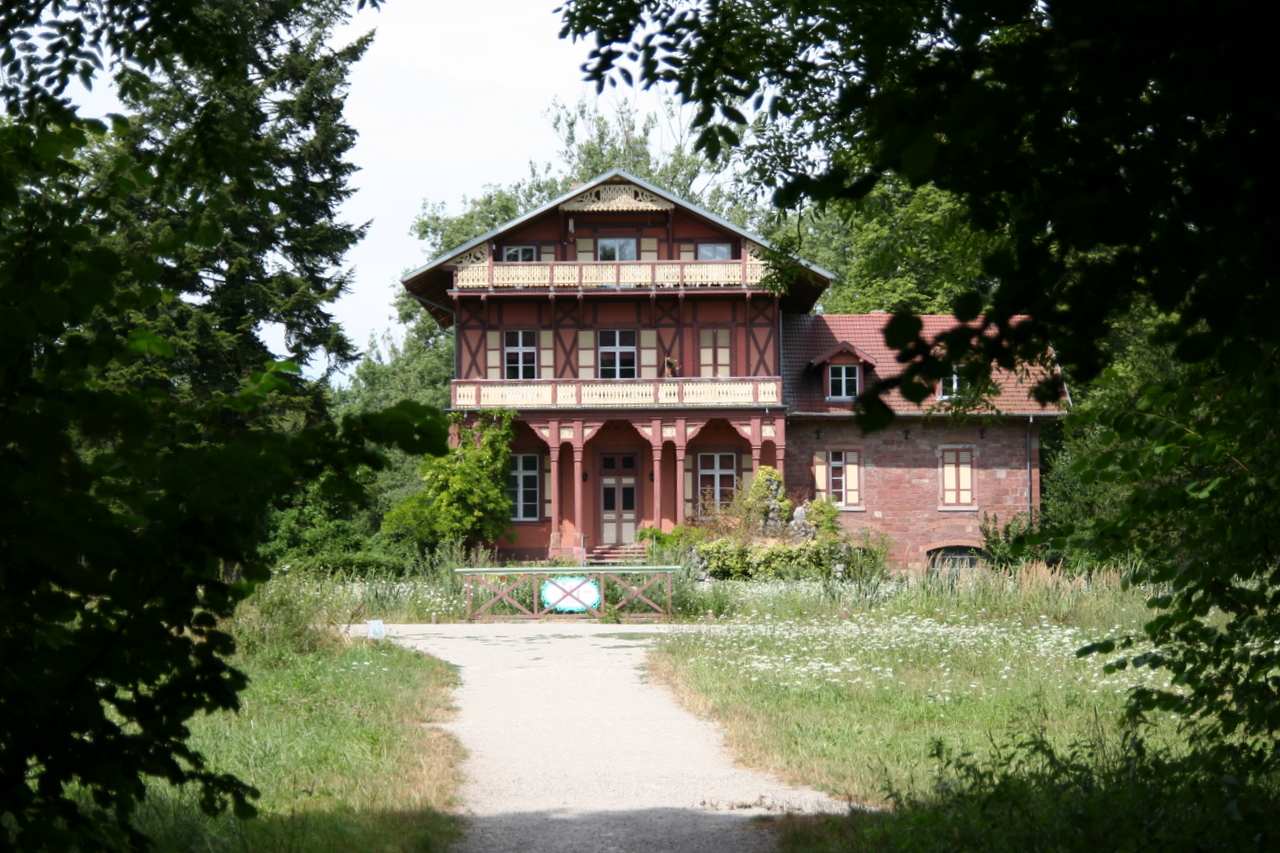
Bâtiment principal de la pisciculture impériale.

La réserve naturelle nationale de la petite Camargue alsacienne (RNN60) est une réserve naturelle nationale située en Alsace. Classée en 1982, elle occupe une surface de 904 hectares et protège une mosaïque de milieux dans l'ancien lit majeur du Rhin.

## Localisation

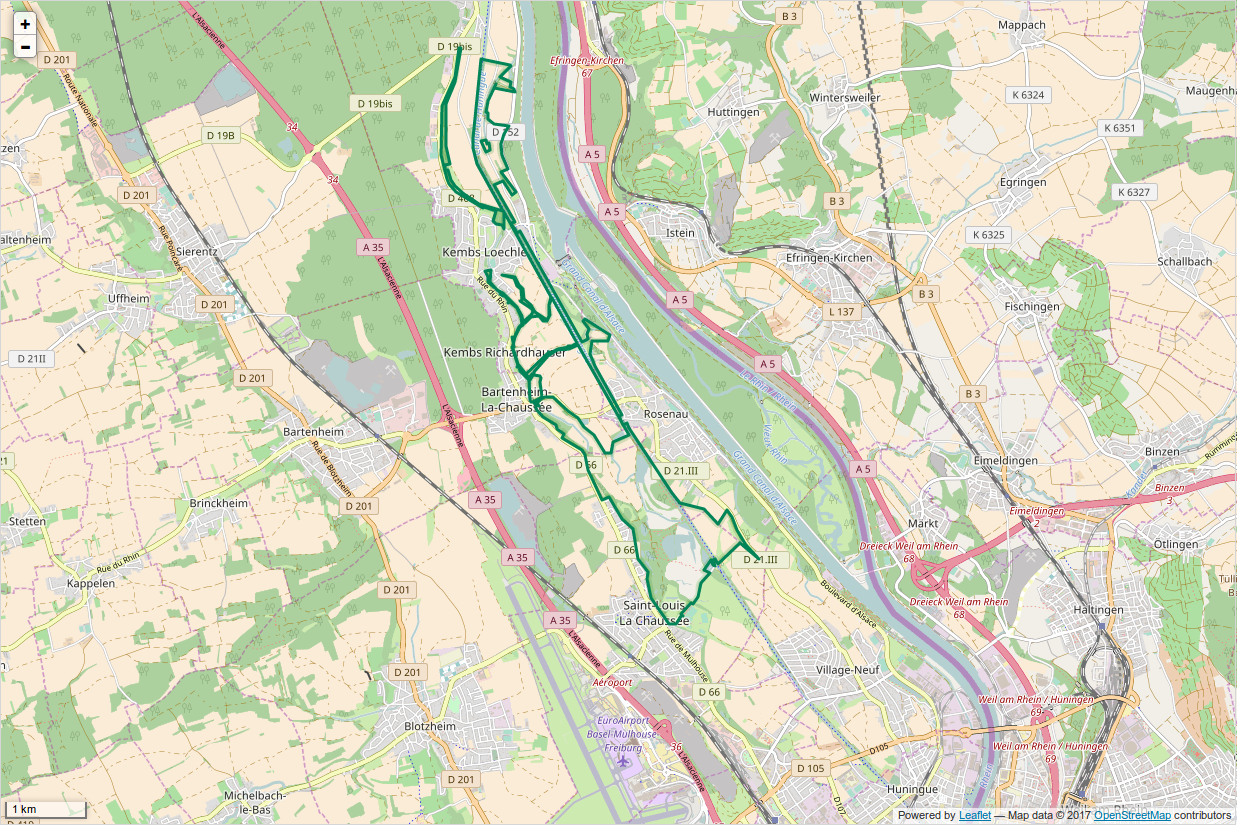
Périmètre de la réserve naturelle.

Au sud de la plaine d'Alsace, le territoire de la réserve naturelle est dans le département du Haut-Rhin, sur les communes de Bartenheim, Kembs, Rosenau, Saint-Louis, Village-Neuf dans le Sundgau. Il intègre notamment l'île du Rhin, située entre le fleuve et le Grand Canal d'Alsace. Il compte 717 ha de surface terrestre et 187 ha aquatiques pour un total de 904 ha.
La réserve naturelle est traversée par l'Augraben, l'unique affluent du Rhin dans le département du Haut-Rhin, qui donne son nom à la commune de Rosenau.

## Histoire du site et de la réserve
La pisciculture impériale de Huningue a été construite sur ce site sous Napoléon III, en 1852 pour l'élevage du saumon et de la truite. Elle fut la première pisciculture industrielle d'Europe. Arrêtée, elle a été rouverte dans les années 1990 afin de contribuer au repeuplement du Rhin en saumons (programme Saumon 2000).
Lors de sa création en 1982, la réserve naturelle était la première réserve naturelle nationale d'Alsace avec une surface de 120 hectares. En 2006, un nouveau décret a porté la surface à 904 hectares.
La ministre de l'Écologie et du Développement durable Nelly Olin a visité la réserve naturelle le 24 juin 2006.

## Écologie (Biodiversité, intérêt écopaysager)
La mosaïque de milieux composant la réserve comprend des dépressions humides, roselières et systèmes d'anciens bras du Rhin, prairies humides, pelouses sèches, prés de fauche, forêts alluviales, sources phréatiques...

### Flore
- 15 orchidées
- 4 espèces protégées sur le plan national (iris de Sibérie, œillet superbe, marguerite de la Saint-Michel)
- 35 sur le plan régional (épipactis des marais, œnanthe de Lachenal, staphylier)
- 17 carex
- 600 espèces de champignons
- Le peuplier noir, espèce menacée par hybridation avec le peuplier d'Italie, est visible dans la réserve.

### Faune
On a dénombré dans la réserve 237 espèces de vertébrés.

#### Poissons
- 12 espèces de poissons

#### Oiseaux
- 174 oiseaux dont 76 nicheurs, tel que martin-pêcheur, milan noir, pic cendré, pic mar, blongios nain, par exemple.

#### Mammifères
- 30 mammifères dont muscardin, blaireau européen, chevreuil, sanglier, rat des moissons, chauves-souris…

#### Reptiles et amphibiens
- 5 reptiles, notamment couleuvre à collier, lézard des souches, lézard des murailles
- 16 amphibiens dont triton crêté, sonneur à ventre jaune, crapaud calamite, rainette verte, grenouille de Lessona...

et de nombreux invertébrés (non exhaustif):

#### Invertébrés, insectes
- 40 espèces de libellules
- 35 espèces d'orthoptères

#### Espèces exotiques envahissantes
La réserve naturelle de la Petite Camargue Alsacienne n'est pas épargnée par la prolifération d'espèces exotiques envahissantes. Elle consacre beaucoup de son temps et de ses moyens à la lutte contre les Solidages, Solidago gigantea Aiton. et Solidago canadensis L. Mais elle doit aussi endiguer la fermeture des milieux ouverts (comme les pelouses sèches à orchidées) par le robinier faux-acacia au développement très rapide.
En outre on notera la présence de nombreuses stations de Buddleja ou arbre aux papillon.
Quelques stations de Renouée du Japon, de Sumac de Virginie, de Topinambour et de Berce du Caucase sont à noter.

## Intérêt touristique et pédagogique

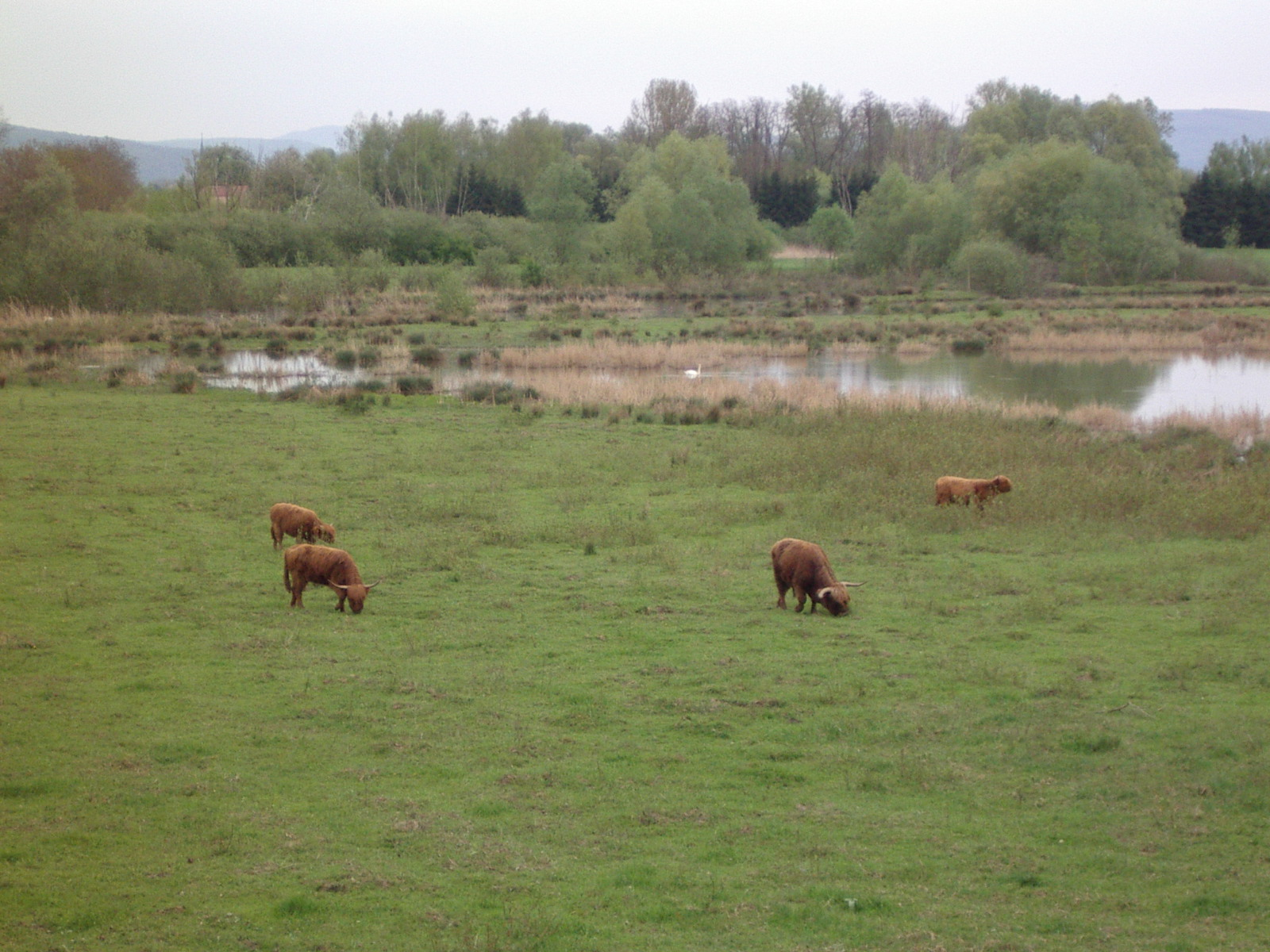
Petite Camargue alsacienne, vaches Highland.

La réserve, ouverte au public toute l'année dispose de sentiers balisés, tracés et entretenus par un groupe de retraités français, suisses et allemands les Bras Cassés, qui ont également construit de nombreux observatoires dans la réserve.
On peut y découvrir également :
- Le musée mémoire du Rhin
- Le musée mémoire du saumon
- la Maison de la réserve : ouverte de mars à octobre tous les jours de 9 h à 17 h
- les deux troupeaux de vaches Highland, importé d'Écosse.

## Administration, Plan de gestion, règlement..
La réserve est gérée par une association comprenant un collège d'élus, partenaires financiers, et un collège d'écologistes, composé de scientifiques et de naturalistes. Le nom de petite camargue alsacienne est attribué au naturaliste L.P. Lutten, ancien rédacteur en chef du journal L'Alsace.

### Gestion et travaux

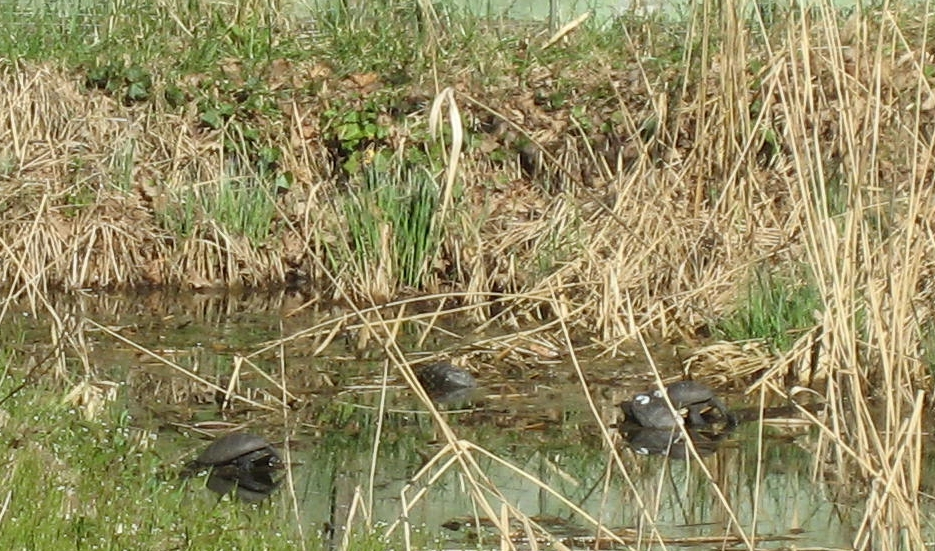
élevage de cistudes en vue de leur réintroduction.

Plusieurs programmes de réintroduction sont également menés en petite Camargue alsacienne, notamment l'un portant sur la cistude, une espèce de tortue supposée présente dans la plaine rhénane et qui aurait disparu à la fin du XVIIIe siècle. La question de l'indigénat a été posée (absence de preuve) et par là même le bien fondé de cette introduction , .
La petite Camargue alsacienne est également la seule réserve naturelle de France métropolitaine à accueillir en son sein une station de recherche. Financée par des fonds suisses et rattachée à l'université de Bâle, cette station de recherche mène de nombreuses études, notamment sur le comportement du rossignol.

### Outils et statut juridique
La réserve a été créée par un décret du conseil d'État du 11 juin 1982. Ce décret a été abrogé par un décret modificatif le 27 juillet 2006.

## Galerie de photos

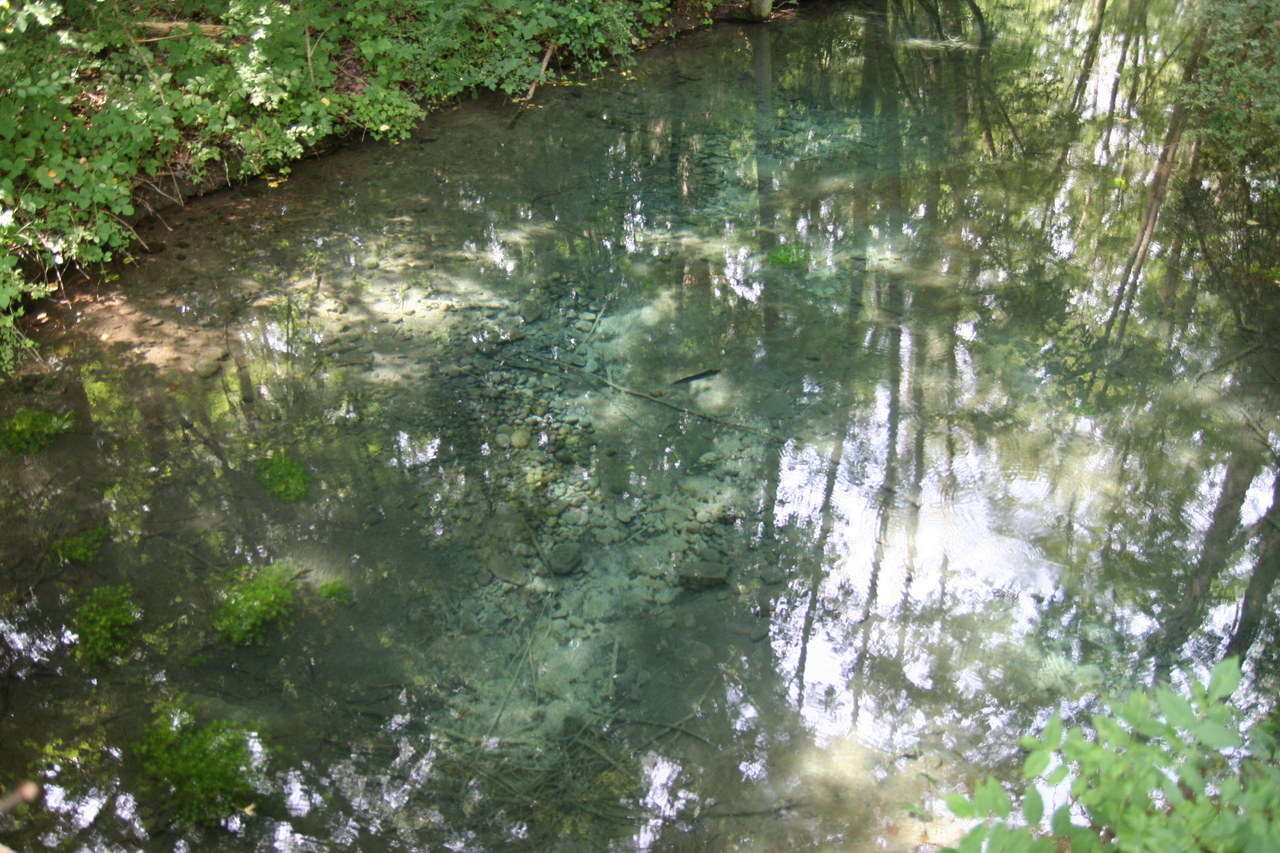
Sources phréatiques.
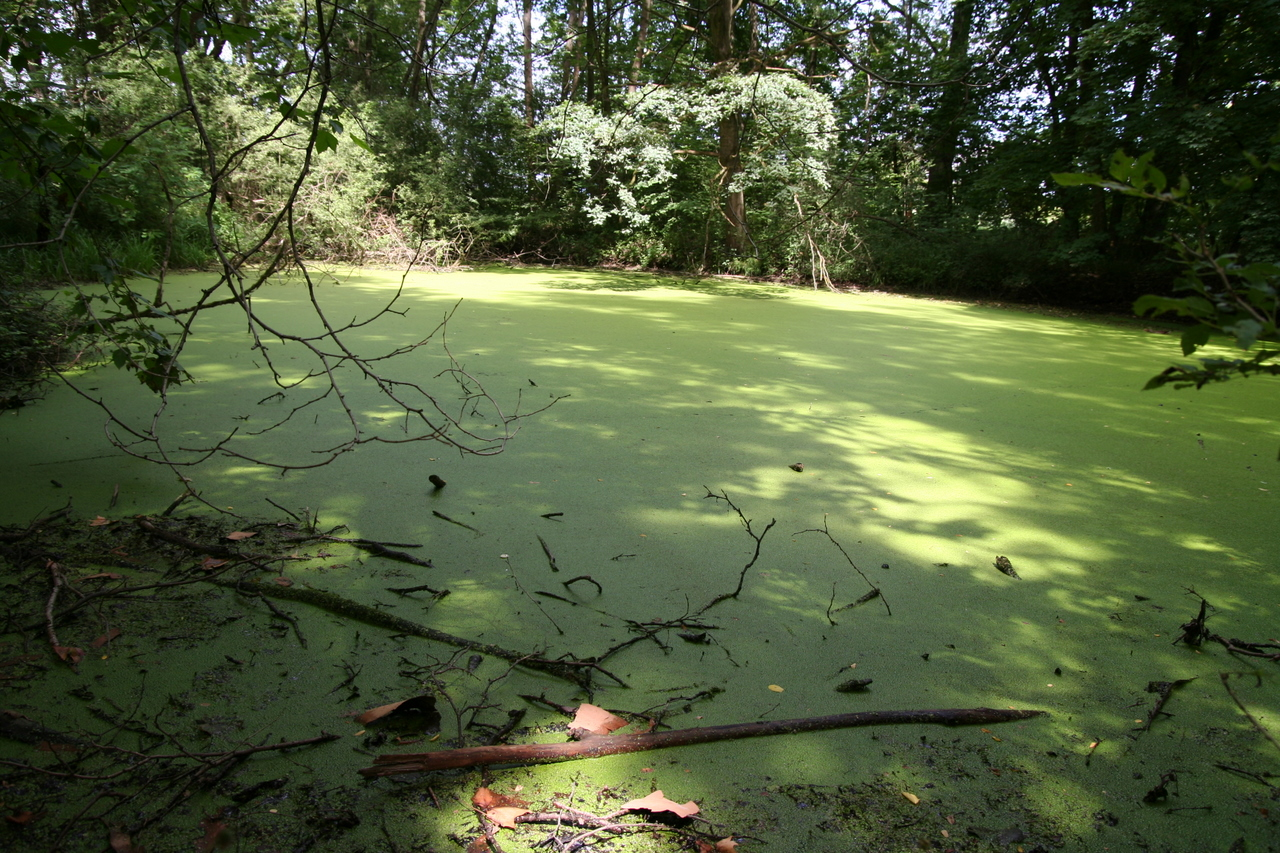
Mare.
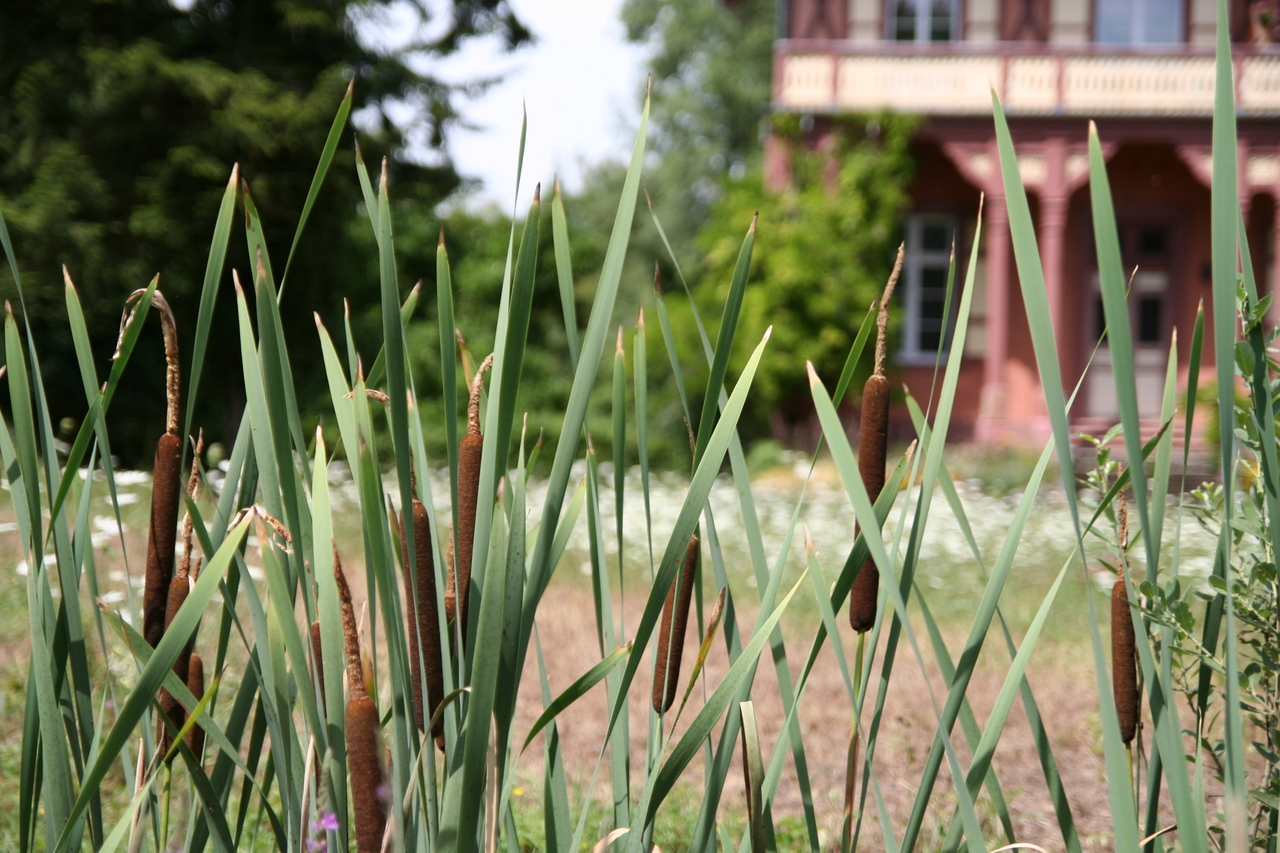
Roseaux à massette.